# Christine Brooke-Rose
Pour les articles homonymes, voir Brooke et rose.
Christine Frances Evelyn Brooke-Rose, née le 16 janvier 1923 à Genève et morte le 21 mars 2012, est une romancière et critique littéraire britannique, connue principalement pour ses expérimentations en écriture.

## Biographie
Christine Brooke-Rose naît en Suisse d'un père anglais, Alfred Northbrook Rose, et d'une mère américano-suisse, Evelyn Brooke Rose. Ses parents divorcent lorsqu'elle est enfant et son père meurt alors qu'elle n'a que onze ans.
Elle grandit à Bruxelles, puis fait ses études au Somerville College d'Oxford où elle obtient un Bachelor of Arts et un master. En 1954, elle obtient un doctorat à l'University College de Londres.
Pendant la Seconde Guerre mondiale, elle travaille au quartier général des services de renseignement britanniques, à Bletchley Park, où elle fait la connaissance de Rodney Ian Shirley Bax, qu'elle épouse en 1944. Le couple divorce en janvier 1948.
Après la guerre commence sa carrière littéraire.
En février 1948, elle épouse le poète et romancier polonais Jerzy Pietrkiewicz.
De 1956 à 1968, Brooke-Rose travaille à Londres en tant que journaliste littéraire indépendante.
En 1968, Brooke-Rose se sépare de son mari et s'installe à Paris, où elle commence une carrière d'enseignante de littérature anglo-américaine et de théorie littéraire à l'université de Paris VIII, à Vincennes.
De 1981 à 1982, elle se marie brièvement à un de ses cousins, Claude Brooke, un physicien.
Elle fréquente alors l'avant-garde parisienne (Hélène Cixous, Julia Kristeva).[réf. souhaitée]
Elle vivait depuis une trentaine d'années à Cabrières d'Avignon, un petit village près d'Avignon. Elle décède le 21 mars 2012 à l'âge de 89 ans.

## Parcours littéraire
Christine Brooke-Rose est l'autrice d'essais (Rhétorique de l'irréel, 1981) et de romans où se croisent tous les thèmes de la modernité, de l'inconscient au féminisme (Dehors, 1964 ; Comme, 1966 ; Entre, 1968 ; À travers,1975). Ces textes prennent fréquemment un tour expérimental, avec jeux sur la pagination, la typographie, des titres en forme de jeu de mots (Verbivore, 1990 ; Textermination, 1991) ; Amalgamemnon (1984), où une femme affronte le monde machiniste moderne, est entièrement écrit au futur.

## Distinctions
- 1965 : Society of Authors Traveling Prize pour Out[7]
- 1966 : Prix James Tait Black pour Such
- 1969 : Arts Council Translation Prize pour In the Labyrinth[8]

## Œuvre

### Poésie
- 1955 : Gold

### Romans
- 1957 : The Languages of Love
- 1958 : The Sycamore Tree
- 1960 : The Dear Deceit
- 1961 : The Middlemen: A Satire
- 1964 : Out (Society of Authors Traveling Prize)
- 1966 : Such (James Tait Black Memorial Prize)
- 1968 : Between
- 1975 : Thru (roman)
- 1984 : Amalgamemnon
- 1990 : Xorandor  (traduction française 1990)
- 1990 : Verbivore
- 1992 : Textermination
- 1998 : Next
- 1999 : Subscript

### Nouvelles
- 1970 : Go When You See the Green Man Walking (recueil de onze nouvelles)

### Critiques littéraires
- 1958 : A Grammar of Metaphor
- 1971 : A ZBC of Ezra Pound
- 1976 : A Structural Analysis of Pound's Usura Canto: Jakobson's Method Extended and Applied to Free Verse
- 1981 : A Rhetoric of the Unreal: Studies in Narrative and Structure, Especially of the Fantastic
- 2002 : Invisible Author: Last Essays
- 2002 : Harlan Ellison: The Edge of Forever (avec Ellen Weil)

### Théorie littéraire
- 1991 : Stories, Theories, and Things

### Autobiographies
- 1996 : Remake
- 2006 : Life, End of

### Traduction
- 1980 : In the Labyrinth, traduction vers l'anglais de Dans le labyrinthe d'Alain Robbe-Grillet

### Œuvres traduites en français
- Xorandor, traduit par Bernard Hœpffner, Éditions Cent Pages, Grenoble, 1989.
- Le membre fantôme, traduit par Bernard Hœpffner, Éditions Cent Pages, Grenoble, 1989.